# Campanula atlantis
Campanula atlantis là loài thực vật có hoa trong họ Hoa chuông. Loài này được Gattef. Maire & Weiller mô tả khoa học đầu tiên năm 1937.